# Калловей (округ, Кентуккі)
Шаблон:StateAbbr_ 36°37′ пн. ш. 88°16′ зх. д. / 36.62° пн. ш. 88.27° зх. д.
Округ  Калловей (англ. Calloway County) — округ (графство) у штаті  Кентуккі, США. Ідентифікатор округу 21035.

## Історія
Округ утворений 1821 року.

## Демографія
За даними перепису 
2000 року 
загальне населення округу становило 34177 осіб, зокрема міського населення було 16201, а сільського — 17976.
Серед мешканців округу чоловіків було 16488, а жінок — 17689. В окрузі було 13862 домогосподарства, 8594 родин, які мешкали в 16069 будинках.
Середній розмір родини становив 2,79.
Віковий розподіл населення поданий у таблиці:
| Стать    | До 15 років | 15-21 | 22-29 | 30-39 | 40-49 | 50-65 | 65-85 | Понад 85 |
| -------- | ----------- | ----- | ----- | ----- | ----- | ----- | ----- | -------- |
| Чоловіки | 2678        | 2602  | 2471  | 2021  | 2025  | 2605  | 1900  | 186      |
| Жінки    | 2584        | 2931  | 2123  | 2036  | 2197  | 2780  | 2503  | 535      |

## Суміжні округи
- Маршалл — північ
- Тріґґ — північний схід
- Стюарт, Теннессі — південний схід
- Генрі, Теннессі — південь
- Ґрейвс — захід

## Виноски
1. ↑  U.S. Decennial Census. United States Census Bureau. Архів оригіналу за 26 квітня 2015. Процитовано 13 серпня 2014.
2. ↑  Historical Census Browser. University of Virginia Library. Архів оригіналу за 12 грудня 2009. Процитовано 13 серпня 2014.
3. ↑  Population of Counties by Decennial Census: 1900 to 1990. United States Census Bureau. Архів оригіналу за 13 жовтня 2014. Процитовано 13 серпня 2014.
4. ↑  Census 2000 PHC-T-4. Ranking Tables for Counties: 1990 and 2000 (PDF). United States Census Bureau. Архів оригіналу (PDF) за 18 грудня 2014. Процитовано 13 серпня 2014.
5. ↑  State & County QuickFacts. United States Census Bureau. Архів оригіналу за 8 липня 2011. Процитовано 6 березня 2014.(англ.) Наведено за англійською вікіпедією.
6. ↑  American FactFinder. Бюро перепису населення США. Архів оригіналу за 29 липня 2011. Процитовано 31 січня 2008.

| США | Це незавершена стаття з географії США. Ви можете допомогти проєкту, виправивши або дописавши її. |